# Rameshbabu Vaishali
Rameshbabu Vaishali (Chennai, 21 juni 2001) is een Indiase schaakster uit Chennai. Ze heeft de titels Internationaal Meester (IM), sinds 2021, en grootmeester bij de vrouwen (WGM), sinds 2018. 

## Persoonlijk leven
Rameshbabu Vaishali werd geboren in Tamil Nadu, India, in een Tamil-familie in Chennai. Ze is een oudere zus van grootmeester Rameshbabu Praggnanandhaa. Haar vader, Rameshbabu, werkt bij de TNSC-bank als filiaalhoofd. Haar moeder, Nagalakshmi, is een gezinsverzorgster.  

## Schaakcarrière
Vaishali won het Wereldkampioenschap schaken voor jeugd in de categorie meisjes tot 12 jaar in 2012 en in de categorie meisjes tot 14 jaar in 2015. In 2016 verkreeg ze de titel Internationaal Meester bij de vrouwen (WIM). In oktober 2016 was ze nummer 2 van India en nummer 12 op de wereldranglijst van speelsters tot 16 jaar. Haar Elo-rating was toen 2300.
Ze werd grootmeester bij de vrouwen (WGM) door haar laatste WGM-norm te behalen op het Open schaaktoernooi van de Riga Technical University in Riga, Letland, op 12 augustus 2018.
Vaishali was lid van het team dat een gouden medaille won op de online Schaakolympiade 2020, dit was de eerste keer dat India een medaille won.
In 2021 verkreeg ze de titel Internationaal Meester (IM). In 2022 won Vaishali het 8e Fischer Memorial, met de score 7 pt. uit 9, waarmee ze haar tweede grootmeesternorm behaalde.
Vaishali ontving een invitatie om deel te nemen aan het FIDE Vrouwenkampioenschap snelschaken 2022, waar ze in ronde 16 haar partij tegen de wereldkampioen blitzschaak bij de vrouwen Bibisara Assaubayeva won, en in de kwartfinale haar partij tegen Harika Dronavalli.
In juli-augustus 2022 speelde Vaishali aan het derde bord van het Indiase vrouwenteam op het vrouwentoernooi van de 44e Schaakolympiade, gehouden in Mamallapuram, Chennai. Het team behaalde de bronzen medaille, en Vaishali won een individuele bronzen medaille aan het derde bord. 
In oktober 2022 was haar Elo-rating 2451. 
Vaishali nam deel aan het Tata Steel Challengerstoernooi 2023, waar ze 4.5 pt. uit 14 behaalde en won van de twee GMs Luis Paulo Supi en Jerguš Pecháč. Ze eindigde als twaalfde.

## Externe koppelingen
- (en)   Informatie over schaakpartijen van Rameshbabu Vaishali op ChessGames.com
- (en)   Informatie over schaakpartijen van Rameshbabu Vaishali op 365chess.com
- (en)  FIDE-ratinggegevens voor Rameshbabu Vaishali
- Vaishali wins Indian Women Challengers, en.chessbase.com, 20 juli 2015